# The Book Thief
The Book Thief is een Duits-Amerikaanse film uit 2013 onder regie van Brian Percival. De film is gebaseerd op het gelijknamige boek van Markus Zusak. De film ging in première op 3 oktober op het Mill Valley Film Festival.

## Verhaal
In Duitsland in het jaar 1938 wordt Liesel Meminger (Sophie Nélisse) door haar moeder afgezet bij haar adoptieouders Hans en Rosa Hubermann omdat haar moeder die communistisch is, het land ontvlucht. Liesel blijkt analfabeet te zijn en haar adoptievader leert haar lezen. Ze sluit vriendschap met de buurjongen Rudy Steiner en beiden sluiten zich aan bij de Hitlerjugend. Nadat een groot aantal boeken zijn verbrand, kan ze een boek bemachtigen dat het vuur overleefd heeft en neemt het mee naar huis. Na de Kristallnacht in november duikt de Joodse jongen Max Vanderburg onder in het huis van de Hubermans. Terwijl de situatie rondom hen steeds slechter wordt, vluchten Max en Liesel samen weg in de verbeelding die de boeken hun bezorgen.

## Rolverdeling
- Geoffrey Rush als Hans Hubermann
- Sophie Nélisse als Liesel Meminger
- Emily Watson als Rosa Hubermann
- Ben Schnetzer als Max Vandenburg
- Nico Liersch als Rudy Steiner
- Roger Allam als verteller / de dood

## Prijzen
- Hollywood Film Awards - Spotlight: Sophie Nélisse
- Phoenix Film Critics Society - Best Performance by a Youth in a Lead or Supporting Role – Female: Sophie Nélisse
- Satellite Awards - Newcomer: Sophie Nélisse
- Young Artist Awards - Best Leading Young Actress in a Feature Film: Sophie Nélisse

## Nominaties
- Academy Awards - Best Original Score: John Williams
- British Academy Film Awards - Best Film Music: John Williams
- Golden Globe Awards - Best Original Score: John Williams
- AACTA International Awards - Best Supporting Actor: Geoffrey Rush
- Critics' Choice Movie Awards - Best Young Actor/Actress: Sophie Nélisse
- Satellite Awards - Best Supporting Actress: Emily Watson
- Satellite Awards - Best Original Score: John Williams